# San Esteban del Molar (kommun)
San Esteban del Molar är en kommun i Spanien.   Den ligger i provinsen Provincia de Zamora och regionen Kastilien och Leon, i den nordvästra delen av landet, 230 km nordväst om huvudstaden Madrid. Antalet invånare är 155.